# محمد فیض سرابی
محمد فیض سرابی (۱ شهریور ۱۳۰۷ – ۲۲ فروردین ۱۴۰۱) قاضی و فقیه شیعه بود. او در دوره‌های سوم و چهارم و پنجم مجلس خبرگان رهبری تا زمان درگذشتش نماینده استان آذربایجان شرقی بود.
فیض سرابی سمت‌هایی نظیر ریاست شعب ۷، ۱۱، ۲۷، ۳۳ و ۳۷ دیوان عالی کشور و شعبه حل اختلاف سه نفره دیوان عالی کشور و رئیس شعبه ۸ دادگاه عالی انقلاب در قم را نیز بر عهده داشته‌است. او از اساتید حوزه علمیه قم، از شاگردان سید روح‌الله خمینی و مورد تأیید و حمایت جامعه مدرسین حوزه علمیه قم و جامعه روحانیت مبارز بود. 

## اساتید[۴]
- سید ابوالحسن انگجی
- باقر مرندی
- مسلم ملکوتی
- مصطفی لنکرانی
- علی مشکینی
- سید حسین طباطبایی بروجردی
- سید روح‌الله خمینی

## فعالیت‌های اجرایی و اجتماعی[۵]
1. به دستور رئیس وقت مجلس خبرگان، اعزام هیئتی به سرپرستی او به دشت مغان جهت حل اختلافات
2. عضویت در هیئت نظارت بر احکام صادره دادگاه‌های انقلاب در سال ۱۳۵۹
3. ریاست شعبه ۲۷ دیوان عالی کشور
4. حضور در مجلس خبرگان رهبری در دوره سوم
5. عضویت در هیئت نظارت بر اجرای فرمان امام در استان